# ガザ侵攻 (2006年)
ガザ侵攻（ガザしんこう）は、2006年のイスラエル国防軍によるパレスチナ自治区のガザ地区への侵攻作戦。イスラエル軍における呼称は「夏の雨作戦（מבצע גשמי קיץ、英訳：Operation Summer Rain）」。

## 侵攻前夜
ガザ地区は2005年8月から9月にかけ、イスラエルのアリエル・シャロン首相とパレスチナ自治政府ファタハとの合意に基づいて、停戦を条件にユダヤ人入植地撤廃と軍の撤収が行われた（ガザ地区撤退計画）が、2006年1月のパレスチナ選挙で、イスラエル破壊を唱える強硬派ハマースが政権を獲得し両者の緊張が高まった。また、撤収を進めたシャロンは1月に病気（4日に脳卒中で倒れ、意識不明）で退陣し中道の側近エフード・オルメルトが首相になるなど、事態は急速に変化した。オルメルトはシャロンの政治を受け継いで、ヨルダン川西岸地区からの軍撤収も発表したが右派政党リクードや軍、官僚の強い反発にさらされていた。
2006年6月10日、イスラエル軍が発射したと思われるミサイルがガザの海岸に着弾し、女性や子供8名が死亡した。すぐにイスラエル政府は「ミサイル発射の方角を誤った」として、一旦はミサイルは自軍のものと認めたが、後にベレツ国防大臣は「爆発は海岸に埋まっていた古い爆弾によるもの」として軍の関与を否定する発言を行った。これに対し、元アメリカ国防総省の調査員は発言を否定、物証によってイスラエルのミサイルであると証明すると、アメリカの人権団体までがイスラエルを非難しだしたため、イスラエルもミサイルが自軍のものであることは認めたが責任は認めなかった。
これに対し、ハマース軍事部門はイスラエルとの停戦を破棄すると発表した。ハマース傘下の過激派も、ガザから小型ロケット砲でイスラエル住宅地への攻撃を行うようになり、ガザ撤収の前提としていた停戦は完全に崩壊した。
ベンヤミン・ネタニヤフ元首相を始めとする右派政党リクードはガザへの即時再侵攻を主張し、6月18日にはアメリカの右派（ネオコン）代表格であるディック・チェイニー副大統領がイスラエルを訪問、ネタニヤフと懇談した。一方、オルメルト首相は6月24日に「進軍は戦争の長期化を招く」として否定した。しかし、彼の発言は1日で覆された。

## 侵攻
6月25日、ハマース系武装勢力がガザ南部の国境地帯にあるイスラエル領内の軍駐屯地にトンネルで侵入、銃撃戦となった。双方に戦死者を出しながら兵士1名を拉致して撤退した。イスラエル兵がパレスチナ側に拉致されるのは10年振りであり、リクードや軍の意向の元、オルメルトは兵士の救出のためとして戦車隊を中心とした陸軍をガザ地区に進軍させた。イスラエル軍はガザの幹線道路や発電所を破壊、ガザの市民生活は麻痺状態に陥った。6月28日には、ハマース系議員20名と閣僚の3分の1を逮捕して軍の監視下に置き、ガザ自治政府は機能を停止した（ガザはヨルダン川西岸から統治が分離している）。さらにこの日、イスラエルの戦闘機がシリアのバッシャール・アル＝アサド大統領が滞在する別荘上空を飛び回り、シリア軍を挑発した（シリアはこの挑発に動じなかったが、これによりイランと実質的な同盟を結んだ）。この侵攻以後、ガザ地区はイスラエル軍による占領下に置かれた。
また、イスラエルは7月12日に隣国レバノンへの攻撃を開始、地上軍の侵攻に至ったが8月半ばに停戦し、10月初めに撤退した（2006年レバノン侵攻）。一方、オルメルトが進めるとしていたヨルダン川西岸地区からの撤収計画は9月に自身によって延期が宣言された。
パレスチナでは、侵攻を招いたハマースの支持率が低下し、9月からハマースとファタハの連立政権が模索され始め、9月11日にファタハのマフムード・アッバース議長が連立を発表した。ガザ地区ではファタハを支持するデモが行われるが、これらは給料の滞るハマース政権に不満を持った警察官などが主導していた。デモは白熱し、ハマース支持者と衝突した（ガザはハマース支持者が多い）。これをきっかけとしてハマースとファタハの衝突となり、ハマースがイスラエル破壊の停止を拒否したことから、10月に連立計画は解消された。その後、衝突は継続しガザ地区の治安は悪化していった。すでにハマース単独内閣の維持は難しい情勢であり、アッバース議長が中心となって連立政権が樹立された。

## 停戦
11月16日、欧州連合とフランス・イタリア・スペインの3ヶ国は、イスラエルとパレスチナに対し和平案を提示した。当初、イスラエル政府は和平案を一蹴したがその後は態度が変化した。
11月26日、パレスチナ暫定自治政府とイスラエル政府との間で停戦が合意された。イスラエル軍の攻撃によってガザ市民に約400名の死者が発生した。合意以前にイスラエル軍のガザ北部からの撤退は完了しており、南部からも撤収した。しかし、パレスチナ過激派の一部はイスラエル攻撃の継続を宣言しており、実質的な戦争状態は今後も続くと予想された。
オルメルトは翌27日にも、「真の和平実現と引き換えに占領地から入植地を撤去させ、パレスチナ国家の建設を承認する」と発表、さらには拉致兵士の釈放と引き換えに長期囚を含む政治犯の釈放と、ハマース政権成立以来停止していた消費税と関税（イスラエルが代行徴収している）の送金を再開すると宣言した。この柔軟路線への転換は、ハマースの求心力低下と共に11月7日に行われた米中間選挙で共和党が敗北し、ネオコン勢力が弱まった事により後ろ盾を失ったリクードの発言力が小さくなったためと考えられる。
一方、ガザ地区でのハマースとファタハの攻防は激化し、11月中には銃撃戦で死傷者が続出、月末には停戦したものの12月には衝突が再発、2006年末には「内戦状態」と報じられるほどに治安が悪化した。

## ガザにおけるハマースの優位
翌2007年になってもハマースとファタハの対立は続き、同年6月に遂にハマースはファタハへの全面攻撃を開始、自治政府議長官邸や主要政府施設、警察署などを占領した。自治政府はハマースの行動を非難、即日ハマースとの連立政権を解消し、欧米の追認のもと西岸地域を支配するファタハ単独政府が設立された。ガザは事実上ハマースの統治下に置かれ、パレスチナは東西に分裂した。